# Čas čarodějnic (seriál)
Čas čarodějnic (v anglickém originále A Discovery of Witches) je britský televizní fantasy seriál natočený podle stejnojmenné románové trilogie spisovatelky Deborah Harkness. Svůj název získal podle první knihy. Vznikl v produkci Bad Wolf a Sky Productions. Premiérově odvysílala první řadu stanice Sky One na podzim 2018, druhou řadu v prvních měsících roku 2021 a třetí řadu ve stejném období roku následujícího.

## Příběh
Diana Bishop je historička a zdráhající se čarodějnice, která objeví v oxfordské Bodleyově knihovně magický rukopis. Tento objev ji donutí se vrátit do světa magie, aby odhalila tajemství o magických bytostech. Spřátelí se s genetikem a upírem Matthew Clairmontem, který jí bude pomáhat řešit záhady magického světa a chránit magický rukopis.

## Obsazení

### Hlavní role
- Teresa Palmer jako Diana Bishop, čarodějnice a historička
- Matthew Goode jako Matthew Clairmont, upír a profesor biochemie
- Edward Bluemel jako Marcus Whitmore, upír a syn Matthew Clairmonta
- Louise Brealey jako Gillian Chamberlain, čarodějnice a akademička
- Malin Buska jako Satu Järvinen, finská čarodějnice a členka kongregace
- Aiysha Hart jako Miriam Shephard, upírka a kolegyně Matthew Clairmonta
- Owen Teale jako Peter Knox, čaroděj a člen kongregace
- Alex Kingston jako Sarah Bishop, Dianina teta
- Valarie Pettiford jako Emily Mather, partnerka Sarah
- Trevor Eve jako Gerbert d'Aurillac, starověký upír a člen kongregace
- Lindsay Duncan jako Ysabeau de Clermont, matka Matthew Clairmonta

### Vedlejší role
- Tanya Moodie jako Agatha Wilson
- Daniel Ezra jako Nathaniel Wilson
- Freddie Thorpe jako Matthieu Beny
- Greg McHugh jako Hamish Osborne
- Aisling Loftus jako Sophie Norman
- Elarica Johnson jako Juliette Durand
- Gregg Chillin jako Domenico Michele
- Trystan Gravelle jako Baldwin Montclair
- Adetomiwa Edun jako Sean
- Sorcha Cusack jako Marthe
- Chloe Dumas jako Meridiana

## Řady a díly
| Řada | Díly | Premiéra ve VB | Premiéra ve VB    |
| Řada | Díly | První díl      | Poslední díl      |
| ---- | ---- | -------------- | ----------------- |
| 1    | 8    | 14. září 2018  | 2. listopadu 2018 |
| 2    | 10   | 8. ledna 2021  | 12. března 2021   |
| 3    | 7    | 7. ledna 2022  | 18. února 2022    |